# Jean Poiret
Jean Poiret, cuyo nombre original es Jean Gustave Poiré, nació el 17 de agosto de 1926, en París, Francia. Falleció el 14 de marzo de 1992 en Hauts-de-Seine, Francia.
Actor francés y escritor que escribió y protagonizó la producción original de La jaula de las locas, estrenada en París en 1973, una obra satírica acerca de una pareja gay que llegó a superar las 2,000 representaciones, inspiró varias películas, y fue adaptada para un musical de Broadway que ganó un Premio Tony.
A comienzos de los años 1950, Poiret formó un acto de cabaret y una duradera pareja profesional con el actor cómico Michel Serrault. Poiret escribió, adaptó y protagonizó numerosas comedias, incluyendo Douce Amère (1970), Joyeuses Pâques (1980), y una producción francesa de Rumores de Neil Simon (1991).
Aunque no apareció en ninguna de las adaptaciones de La jaula de las locas rodadas fuera de Francia -como la estadounidense The Birdcage (1996), dirigida por Mike Nichols-, Poiret hizo alrededor de 40 películas, entre las que destacan Le dernier métro (1980, Poulet au vinaigre (1985,  Inspector Lavardin (1986) y Le Miraculé (1987).

## Filmografía

### Cine
- 1950 : Brune ou blonde cortometraje de Jacques Garcia
- 1953 : Les Trois Mousquetaires de André Hunebelle - Como un Guardia del Cardenal.
- 1953 : Le gang des pianos à bretelles o Gangsters en jupons de Gilles A. de Turenne - Como el Presentador del Cabaret
- 1956 : Cette sacrée gamine de Michel Boisrond - Como el Inspector Rémy
- 1956 : La vie est belle de Roger Pierre y Jean-Marc Thibault - Un démarcheur, joueur de maracas
- 1956 : La Terreur des dames de Jean Boyer - Un gendarme
- 1957 : Ça aussi c'est Paris  de Maurice Cloche - Un reportero
- 1957 : Assassins et Voleurs de Sacha Guitry - Como Philippe d'Artois
- 1957 : Adorables Démons de Maurice Cloche - Como Julien Willis Jr, detective
- 1957 : Le Naïf aux quarante enfants de Philippe Agostini - Maître Bardine
- 1958 : Porte océane  cortometraje de Ado Kyrou
- 1958 : Clara et les Méchants de Raoul André - Chanteur, un kidnappeur
- 1959 : Nina de Jean Boyer- Gérard Dupuy, el amante
- 1959 : Oh ! Qué mambo de John Berry - El Inspector Sapin
- 1959 : Messieurs les ronds-de-cuir de Henri Diamant-Berger - Como René Lahrier, el seductor
- 1959 : Vous n'avez rien à déclarer ? de Clément Duhour - El conde Robert de Trivelin
- 1960 : Ma femme est une panthère de Raymond Bailly - El doctor Grimberg, el psiquiátra
- 1960 : La Française et l'Amour de Christian-Jaque - El abogado de Michel
- 1961 : Candide ou l'Optimisme du XXe siècle de Norbert Carbonnaux - El primer policía
- 1961 : Auguste de Pierre Chevalier - Georges Flower, el empresario
- 1962 : C'est pas moi, c'est l'autre de Jean Boyer - Jean Duroc, director de una tropa teatral
- 1962 : Les Parisiennes de Michel Boisrond, Francis Cosne y Annette Wademant - Jean-Pierre
- 1962 : La Gamberge de Norbert Carbonnaux - Viejo
- 1962 : Comment réussir en amour de Michel Boisrond - Bernard Monod, el subdirector
- 1962 : Les Quatre Vérités de Hervé Bromberger y René Clair - Renard, le garagiste
- 1963 : La Foire aux cancres de Louis Daquin - M. Collin
- 1963 : Les Vierges de Jean-Pierre Mocky - El banquero Marchaix
- 1963 : Un drôle de paroissien de Jean-Pierre Mocky - Raoul, odontólogo y amigo de Georges
- 1964 : Les Durs à cuire de Jack Pinoteau - Louis, el colaborador de Germain
- 1964 : Jaloux comme un tigre de Darry Cowl - El doctor Raymond
- 1964 : La Grande Frousse o La Cité de l'indicible peur de Jean-Pierre Mocky - El brigadier Loupiac
- 1965 : Le Petit Monstre de Jean-Paul Sassy - Le parrain
- 1965 : Les Baratineurs de Francis Rigaud - André
- 1965 : La Bonne Occase de Michel Drach - Grégoire
- 1965 : La Tête du client de Jacques Poitrenaud - Philippe, le beau-frère de Gaston / Monsieur Paul
- 1966 : La Bourse et la Vie de Jean-Pierre Mocky - Lucien Pélépan, el director financiero
- 1967 : Le Grand Bidule de Raoul André - Verdier, un garde du corps
- 1967 : Ces messieurs de la famille de Raoul André - Bernard Le Gall
- 1968 : La Grande Lessive (!) de Jean-Pierre Mocky - Jean-Michel Lavalette, el director
- 1969 : Qu'est-ce qui fait courir les crocodiles ? de Jacques Poitrenaud - Gontran
- 1969 : Ces messieurs de la gâchette de Raoul André - Bernard Le Gall, el seductor
- 1969 : Aux frais de la princesse de Roland Quignon - Santos
- 1970 : Trois hommes sur un cheval de Marcel Moussy - Freddy
- 1970 : Le Mur de l'Atlantique de Marcel Camus - Armand, un responsable de la resistencia
- 1978 : La Cage aux folles de Édouard Molinaro
- 1979 : La Gueule de l'autre de Pierre Tchernia - Jean-Louis Constant, el consejero
- 1980 : Le Dernier Métro de François Truffaut - Jean-Loup Cottins, director teatral
- 1980 : La Cage aux folles 2 de Édouard Molinaro
- 1982 : Que les gros salaires lèvent le doigt ! de Denys Granier-Deferre - André Joeuf, director de seguros
- 1984 : Joyeuses pâques de Georges Lautner
- 1984 : La Septième Cible de Claude Pinoteau - Jean Michelis, ventrílocuo
- 1984 : Liberté, égalité, choucroute de Jean Yanne - El Califa
- 1985 : Poulet au vinaigre de Claude Chabrol - El inspector Jean Lavardin
- 1986 : Inspector Lavardin (Inspecteur Lavardin) de Claude Chabrol - El inspector Jean Lavardin
- 1986 : Je hais les acteurs de Gérard Krawczyk - Orlando Higgins, empresario
- 1987 : Le Miraculé de Jean-Pierre Mocky - Papu, petit escroc fauché
- 1988 : La Petite Amie de Luc Béraud - Martin Morel, empresario
- 1988 : Corentin ou Les infortunes conjugales de Jean Marbœuf - el exorcista
- 1988 : Les Saisons du plaisir de Jean-Pierre Mocky - Bernard Germain, el marido de Marthe
- 1988 : Une nuit à l'Assemblée nationale de Jean-Pierre Mocky - Octave Leroy, el realista
- 1990 : Lacenaire de Francis Girod - AlLard, le chef de la sureté
- 1991 : Sissi la valse des cœurs (Sissi und der Kaiserkuss) de Christoph Böll - Max Herzog de Bayern
- 1992 : Sup de fric de Christian Gion - Cyril Dujardin, director de  la I.F.M
- 1992 : Le Zèbre